# Aeschynomene rudis
Aeschynomene rudis là một loài thực vật có hoa trong họ legume họ tiếng Anh thường gọi là zigzag jointvetch. It is bản địa của South America but it được tìm thấy ở other continents, bao gồm North America, as a noxious weed, especially of wet areas such as rice fields. It is aquatic hoặc semi-aquatic, growing bristly, glandular stems near hoặc trong nước. It grows up to two mét tall. The leaves are composed of oval-shaped leaflets each about a xăngtimét long. At the base of each leaf are large, flat, pointed stipules. The flower is purple-tinted white và 1 to 1.5 xăngtimét wide. The fruit là một lobed, gland-dotted legume pod narrowed between the seeds. It is up to 5 xăngtimét long and less than one wide. As the pod dries it breaks into segments, each segment containing a seed. The hard, shiny seed is kidney-shaped và 2 hoặc 3 millimeters long.